# Золотой глобус (премия, 2005)
62-я церемония вручения наград премии «Золотой глобус»

16 января 2005
Лучший фильм (драма): 

«Авиатор»
Лучший фильм (комедия или мюзикл): 

«На обочине»
Лучший драматический сериал: 

«Части тела»
Лучший сериал (комедия или мюзикл): 

«Отчаянные домохозяйки»
Лучший мини-сериал или фильм на ТВ: 

«Жизнь и смерть Питера Селлерса»
< 61-я Церемонии вручения 63-я >
62-я церемония вручения наград премии «Золотой глобус» за заслуги в области кинематографа за 2004 год состоялась 16 января 2005 года в Лос-Анджелесе.

## Победители и номинанты

### Игровое кино
| Победители выделены отдельным цветом. |

Здесь приведён полный список номинантов.
| Категории                                | Фотографии лауреатов                                                               | Победители и номинанты                                                                        |
| ---------------------------------------- | ---------------------------------------------------------------------------------- | --------------------------------------------------------------------------------------------- |
| Лучший фильм (драма)                     |                                                                                    | • «Авиатор»                                                                                   |
| Лучший фильм (драма)                     | • «Близость»                                                                       |                                                                                               |
| Лучший фильм (драма)                     | • «Волшебная страна»                                                               |                                                                                               |
| Лучший фильм (драма)                     | • «Отель „Руанда“»                                                                 |                                                                                               |
| Лучший фильм (драма)                     | • «Кинси»                                                                          |                                                                                               |
| Лучший фильм (драма)                     | • «Малышка на миллион»                                                             |                                                                                               |
| Лучший фильм (комедия или мюзикл)        |                                                                                    | • «На обочине»                                                                                |
| Лучший фильм (комедия или мюзикл)        | • «Вечное сияние чистого разума»                                                   |                                                                                               |
| Лучший фильм (комедия или мюзикл)        | • «Суперсемейка»                                                                   |                                                                                               |
| Лучший фильм (комедия или мюзикл)        | • «Призрак Оперы»                                                                  |                                                                                               |
| Лучший фильм (комедия или мюзикл)        | • «Рэй»                                                                            |                                                                                               |
| Лучший режиссёр                          |                                                                                    | • Клинт Иствуд — «Малышка на миллион»                                                         |
| Лучший режиссёр                          | • Майк Николс — «Близость»                                                         |                                                                                               |
| Лучший режиссёр                          | • Мартин Скорсезе — «Авиатор»                                                      |                                                                                               |
| Лучший режиссёр                          | • Александр Пэйн — «На обочине»                                                    |                                                                                               |
| Лучший режиссёр                          | • Марк Форстер — «Волшебная страна»                                                |                                                                                               |
| Лучшая мужская роль (драма)              |                                                                                    | • Леонардо Ди Каприо — «Авиатор» за роль Говарда Хьюза                                        |
| Лучшая мужская роль (драма)              | • Хавьер Бардем — «Море внутри» за роль Рамона Сампедро                            |                                                                                               |
| Лучшая мужская роль (драма)              | • Дон Чидл — «Отель „Руанда“» за роль Пола Русесабагины                            |                                                                                               |
| Лучшая мужская роль (драма)              | • Джонни Депп — «Волшебная страна» за роль Джеймса Мэтью Барри                     |                                                                                               |
| Лучшая мужская роль (драма)              | • Лиам Нисон — «Кинси» за роль Альфреда Кинси                                      |                                                                                               |
| Лучшая женская роль (драма)              |                                                                                    | • Хилари Суонк — «Малышка на миллион» за роль Мэгги Фицджеральд                               |
| Лучшая женская роль (драма)              | • Скарлетт Йоханссон — «Любовная лихорадка» за роль Пёрси Уилл                     |                                                                                               |
| Лучшая женская роль (драма)              | • Николь Кидман — «Рождение» за роль Анны                                          |                                                                                               |
| Лучшая женская роль (драма)              | • Имельда Стонтон — «Вера Дрейк» за роль Веры Дрейк                                |                                                                                               |
| Лучшая женская роль (драма)              | • Ума Турман — «Убить Билла. Фильм 2» за роль Невесты/Беатрикс Кидо                |                                                                                               |
| Лучшая мужская роль (комедия или мюзикл) |                                                                                    | • Джейми Фокс — «Рэй» за роль Рэя Чарльза                                                     |
| Лучшая мужская роль (комедия или мюзикл) | • Джим Керри — «Вечное сияние чистого разума» за роль Джоэла Бэриша                |                                                                                               |
| Лучшая мужская роль (комедия или мюзикл) | • Пол Джаматти — «На обочине» за роль Майлза                                       |                                                                                               |
| Лучшая мужская роль (комедия или мюзикл) | • Кевин Клайн — «Любимчик» за роль Коула Портера                                   |                                                                                               |
| Лучшая мужская роль (комедия или мюзикл) | • Кевин Спейси — «У моря» за роль Бобби Дарина                                     |                                                                                               |
| Лучшая женская роль (комедия или мюзикл) |                                                                                    | • Аннетт Бенинг — «Театр» за роль Джулии Ламберт                                              |
| Лучшая женская роль (комедия или мюзикл) | • Эшли Джадд — «Любимчик» за роль Линды Портер                                     |                                                                                               |
| Лучшая женская роль (комедия или мюзикл) | • Эмми Россум — «Призрак Оперы» за роль Кристины Даэ                               |                                                                                               |
| Лучшая женская роль (комедия или мюзикл) | • Рене Зеллвегер — «Бриджит Джонс: Грани разумного» за роль Бриджит Джонс          |                                                                                               |
| Лучшая женская роль (комедия или мюзикл) | • Кейт Уинслет — «Вечное сияние чистого разума» за роль Клементины Кружински       |                                                                                               |
| Лучшая мужская роль второго плана        |                                                                                    | • Клайв Оуэн — «Близость» за роль Ларри                                                       |
| Лучшая мужская роль второго плана        | • Дэвид Кэррадайн — «Убить Билла. Фильм 2» за роль Билла                           |                                                                                               |
| Лучшая мужская роль второго плана        | • Томас Хэйден Чёрч — «На обочине» за роль Джека                                   |                                                                                               |
| Лучшая мужская роль второго плана        | • Морган Фримен — «Малышка на миллион» за роль Эдди Дюприса                        |                                                                                               |
| Лучшая мужская роль второго плана        | • Джейми Фокс — «Соучастник» за роль Макса Дюроше                                  |                                                                                               |
| Лучшая женская роль второго плана        |                                                                                    | • Натали Портман — «Близость» за роль Элис/Джейн                                              |
| Лучшая женская роль второго плана        | • Лора Линни — «Кинси» за роль Клары МакМиллен                                     |                                                                                               |
| Лучшая женская роль второго плана        | • Кейт Бланшетт — «Авиатор» за роль Кэтрин Хепбёрн                                 |                                                                                               |
| Лучшая женская роль второго плана        | • Вирджиния Мэдсен — «На обочине» за роль Майи Рэндалл                             |                                                                                               |
| Лучшая женская роль второго плана        | • Мерил Стрип — «Маньчжурский кандидат» за роль сенатора Элеанор Шоу               |                                                                                               |
| Лучший сценарий                          |                                                                                    | • «На обочине» — Александр Пэйн, Джим Тейлор (по одноимённому роману Рекса Пиккетта)          |
| Лучший сценарий                          | • «Авиатор» — Джон Логан (оригинальный сценарий)                                   |                                                                                               |
| Лучший сценарий                          | • «Близость» — Патрик Марбер (по одноимённой пьесе автора)                         |                                                                                               |
| Лучший сценарий                          | • «Волшебная страна» — Дэвид Мэги (по пьесе Аллана Ни «The Man Who Was Peter Pan») |                                                                                               |
| Лучший сценарий                          | • «Вечное сияние чистого разума» — Чарли Кауфман (оригинальный сценарий)           |                                                                                               |
| Лучшая музыка к фильму                   |                                                                                    | • Говард Шор — «Авиатор»                                                                      |
| Лучшая музыка к фильму                   | • Рольф Кент — «На обочине»                                                        |                                                                                               |
| Лучшая музыка к фильму                   | • Ханс Циммер — «Испанский английский»                                             |                                                                                               |
| Лучшая музыка к фильму                   | • Ян Качмарек — «Волшебная страна»                                                 |                                                                                               |
| Лучшая музыка к фильму                   | • Клинт Иствуд — «Малышка на миллион»                                              |                                                                                               |
| Лучшая песня                             |                                                                                    | • «Old Habits Die Hard» — «Красавчик Алфи, или Чего хотят мужчины» (исполнитель: Мик Джаггер) |
| Лучшая песня                             | • «Accidentally in Love» — «Шрек 2» (исполнитель: Counting Crows)                  |                                                                                               |
| Лучшая песня                             | • «Believe» — «Полярный экспресс» (исполнитель: Джош Гробан)                       |                                                                                               |
| Лучшая песня                             | • «Learn to Be Lonely» — «Призрак Оперы» (исполнитель: Минни Драйвер)              |                                                                                               |
| Лучшая песня                             | • «Million Voices» — Отель «Руанда» (исполнитель: Вайклеф Жан)                     |                                                                                               |
| Лучший фильм на иностранном языке        |                                                                                    | «Море внутри» Испания                                                                         |
| Лучший фильм на иностранном языке        | «Хористы» Франция                                                                  |                                                                                               |
| Лучший фильм на иностранном языке        | «Дом летающих кинжалов» Китай                                                      |                                                                                               |
| Лучший фильм на иностранном языке        | «Че Гевара: Дневники мотоциклиста» США Бразилия                                    |                                                                                               |
| Лучший фильм на иностранном языке        | «Долгая помолвка» Франция                                                          |                                                                                               |

### Телевизионные фильмы и сериалы
| Победители выделены отдельным цветом. |

| Категории                                                                 | Фотографии лауреатов                                                   | Победители и номинанты                                                                     |
| ------------------------------------------------------------------------- | ---------------------------------------------------------------------- | ------------------------------------------------------------------------------------------ |
| Лучший телевизионный сериал (драма)                                       |                                                                        | • «Части тела»                                                                             |
| Лучший телевизионный сериал (драма)                                       | • «24 часа»                                                            |                                                                                            |
| Лучший телевизионный сериал (драма)                                       | • «Дедвуд»                                                             |                                                                                            |
| Лучший телевизионный сериал (драма)                                       | • «Остаться в живых»                                                   |                                                                                            |
| Лучший телевизионный сериал (драма)                                       | • «Клан Сопрано»                                                       |                                                                                            |
| Лучший телевизионный сериал (комедия или мюзикл)                          |                                                                        | • «Отчаянные домохозяйки»                                                                  |
| Лучший телевизионный сериал (комедия или мюзикл)                          | • «Замедленное развитие»                                               |                                                                                            |
| Лучший телевизионный сериал (комедия или мюзикл)                          | • «Красавцы»                                                           |                                                                                            |
| Лучший телевизионный сериал (комедия или мюзикл)                          | • «Секс в большом городе»                                              |                                                                                            |
| Лучший телевизионный сериал (комедия или мюзикл)                          | • «Уилл и Грейс»                                                       |                                                                                            |
| Лучшая мужская роль в телевизионном сериале (драма)                       |                                                                        | • Иэн Макшейн — «Дедвуд»                                                                   |
| Лучшая мужская роль в телевизионном сериале (драма)                       | • Майкл Чиклис — «Щит»                                                 |                                                                                            |
| Лучшая мужская роль в телевизионном сериале (драма)                       | • Денис Лири — «Спаси меня»                                            |                                                                                            |
| Лучшая мужская роль в телевизионном сериале (драма)                       | • Джулиан Макмэхон — «Части тела»                                      |                                                                                            |
| Лучшая мужская роль в телевизионном сериале (драма)                       | • Джеймс Спейдер — «Юристы Бостона»                                    |                                                                                            |
| Лучшая женская роль в телевизионном сериале (драма)                       |                                                                        | • Маришка Харгитей — «Закон и порядок: Специальный корпус» за роль детектива Оливии Бенсон |
| Лучшая женская роль в телевизионном сериале (драма)                       | • Эди Фалко — «Клан Сопрано» за роль Кармелы Сопрано                   |                                                                                            |
| Лучшая женская роль в телевизионном сериале (драма)                       | • Дженнифер Гарнер — «Шпионка» за роль Сидни Бристоу                   |                                                                                            |
| Лучшая женская роль в телевизионном сериале (драма)                       | • Кристин Лахти — «Джек и Бобби» за роль Грейс Маккалистер             |                                                                                            |
| Лучшая женская роль в телевизионном сериале (драма)                       | • Джоэли Ричардсон — «Части тела» за роль Джулии Макнамара             |                                                                                            |
| Лучшая мужская роль в телевизионном сериале (комедия или мюзикл)          |                                                                        | • Джейсон Бейтман — «Замедленное развитие»                                                 |
| Лучшая мужская роль в телевизионном сериале (комедия или мюзикл)          | • Зак Брафф — «Клиника»                                                |                                                                                            |
| Лучшая мужская роль в телевизионном сериале (комедия или мюзикл)          | • Ларри Дэвид — «Умерь свой энтузиазм»                                 |                                                                                            |
| Лучшая мужская роль в телевизионном сериале (комедия или мюзикл)          | • Мэтт Леблан — «Джоуи»                                                |                                                                                            |
| Лучшая мужская роль в телевизионном сериале (комедия или мюзикл)          | • Тони Шалуб — «Детектив Монк»                                         |                                                                                            |
| Лучшая мужская роль в телевизионном сериале (комедия или мюзикл)          | • Чарли Шин — «Два с половиной человека»                               |                                                                                            |
| Лучшая женская роль в телевизионном сериале (комедия или мюзикл)          |                                                                        | • Тери Хэтчер — «Отчаянные домохозяйки» за роль Сьюзан Майер                               |
| Лучшая женская роль в телевизионном сериале (комедия или мюзикл)          | • Дебра Мессинг — «Уилл и Грейс» за роль Грейс Адлер                   |                                                                                            |
| Лучшая женская роль в телевизионном сериале (комедия или мюзикл)          | • Марсия Кросс — «Отчаянные домохозяйки» за роль Бри Ван де Камп       |                                                                                            |
| Лучшая женская роль в телевизионном сериале (комедия или мюзикл)          | • Фелисити Хаффман — «Отчаянные домохозяйки» за роль Линетт Скаво      |                                                                                            |
| Лучшая женская роль в телевизионном сериале (комедия или мюзикл)          | • Сара Джессика Паркер — «Секс в большом городе» за роль Кэрри Брэдшоу |                                                                                            |
| Лучший мини-сериал или телефильм                                          |                                                                        | • «Жизнь и смерть Питера Селлерса»                                                         |
| Лучший мини-сериал или телефильм                                          | • «Американская семья»                                                 |                                                                                            |
| Лучший мини-сериал или телефильм                                          | • «Ангелы с железными зубами»                                          |                                                                                            |
| Лучший мини-сериал или телефильм                                          | • «Лев зимой»                                                          |                                                                                            |
| Лучший мини-сериал или телефильм                                          | • «Творение Господне»                                                  |                                                                                            |
| Лучшая мужская роль (мини-сериал или телефильм)                           |                                                                        | • Джеффри Раш — «Жизнь и смерть Питера Селлерса»                                           |
| Лучшая мужская роль (мини-сериал или телефильм)                           | • Мос Деф — «Творение Господне»                                        |                                                                                            |
| Лучшая мужская роль (мини-сериал или телефильм)                           | • Джейми Фокс — «Искупление»                                           |                                                                                            |
| Лучшая мужская роль (мини-сериал или телефильм)                           | • Уильям Х. Мэйси — «Джиго»                                            |                                                                                            |
| Лучшая мужская роль (мини-сериал или телефильм)                           | • Патрик Стюарт — «Лев зимой»                                          |                                                                                            |
| Лучшая женская роль (мини-сериал или телефильм)                           |                                                                        | • Гленн Клоуз — «Лев зимой»                                                                |
| Лучшая женская роль (мини-сериал или телефильм)                           | • Блайт Даннер — «Когда мы были взрослыми»                             |                                                                                            |
| Лучшая женская роль (мини-сериал или телефильм)                           | • Джулианна Маргулис — «Сеть»                                          |                                                                                            |
| Лучшая женская роль (мини-сериал или телефильм)                           | • Миранда Ричардсон — «Потерянный принц»                               |                                                                                            |
| Лучшая женская роль (мини-сериал или телефильм)                           | • Хилари Суонк — «Ангелы с железными зубами»                           |                                                                                            |
| Лучшая мужская роль второго плана (телесериал, мини-сериал или телефильм) |                                                                        | • Уильям Шетнер — «Юристы Бостона»                                                         |
| Лучшая мужская роль второго плана (телесериал, мини-сериал или телефильм) | • Шон Хейс — «Уилл и Грейс»                                            |                                                                                            |
| Лучшая мужская роль второго плана (телесериал, мини-сериал или телефильм) | • Майкл Империоли — «Клан Сопрано»                                     |                                                                                            |
| Лучшая мужская роль второго плана (телесериал, мини-сериал или телефильм) | • Джереми Пивен — «Красавцы»                                           |                                                                                            |
| Лучшая мужская роль второго плана (телесериал, мини-сериал или телефильм) | • Оливер Платт — «Доктор Хафф»                                         |                                                                                            |
| Лучшая женская роль второго плана (телесериал, мини-сериал или телефильм) |                                                                        | • Анжелика Хьюстон — «Ангелы с железными зубами»                                           |
| Лучшая женская роль второго плана (телесериал, мини-сериал или телефильм) | • Дреа де Маттео — «Клан Сопрано»                                      |                                                                                            |
| Лучшая женская роль второго плана (телесериал, мини-сериал или телефильм) | • Николлетт Шеридан — «Отчаянные домохозяйки»                          |                                                                                            |
| Лучшая женская роль второго плана (телесериал, мини-сериал или телефильм) | • Шарлиз Терон — «Жизнь и смерть Питера Селлерса»                      |                                                                                            |
| Лучшая женская роль второго плана (телесериал, мини-сериал или телефильм) | • Эмили Уотсон — «Жизнь и смерть Питера Селлерса»                      |                                                                                            |

## Премия Сесиля Б. Де Милля
| Награда за вклад в кинематограф | Фотография | Актёр           |
| ------------------------------- | ---------- | --------------- |
| Премия Сесиля Б. Де Милля       |            | • Робин Уильямс |

## Мисс/Мистер «Золотой глобус» 2006
Это звание традиционно присуждается дочери или сыну известного человека.
| Символическая награда             | Изображение | Имя             |
| --------------------------------- | ----------- | --------------- |
| Мисс/Мистер «Золотой глобус» 2006 |             | • Кэтрин Иствуд |